# Decorsella paradoxa
Decorsella paradoxa là một loài thực vật có hoa trong họ Hoa tím. Loài này được A.Chev. mô tả khoa học đầu tiên năm 1914.